# ジェームズタウン (バージニア州)

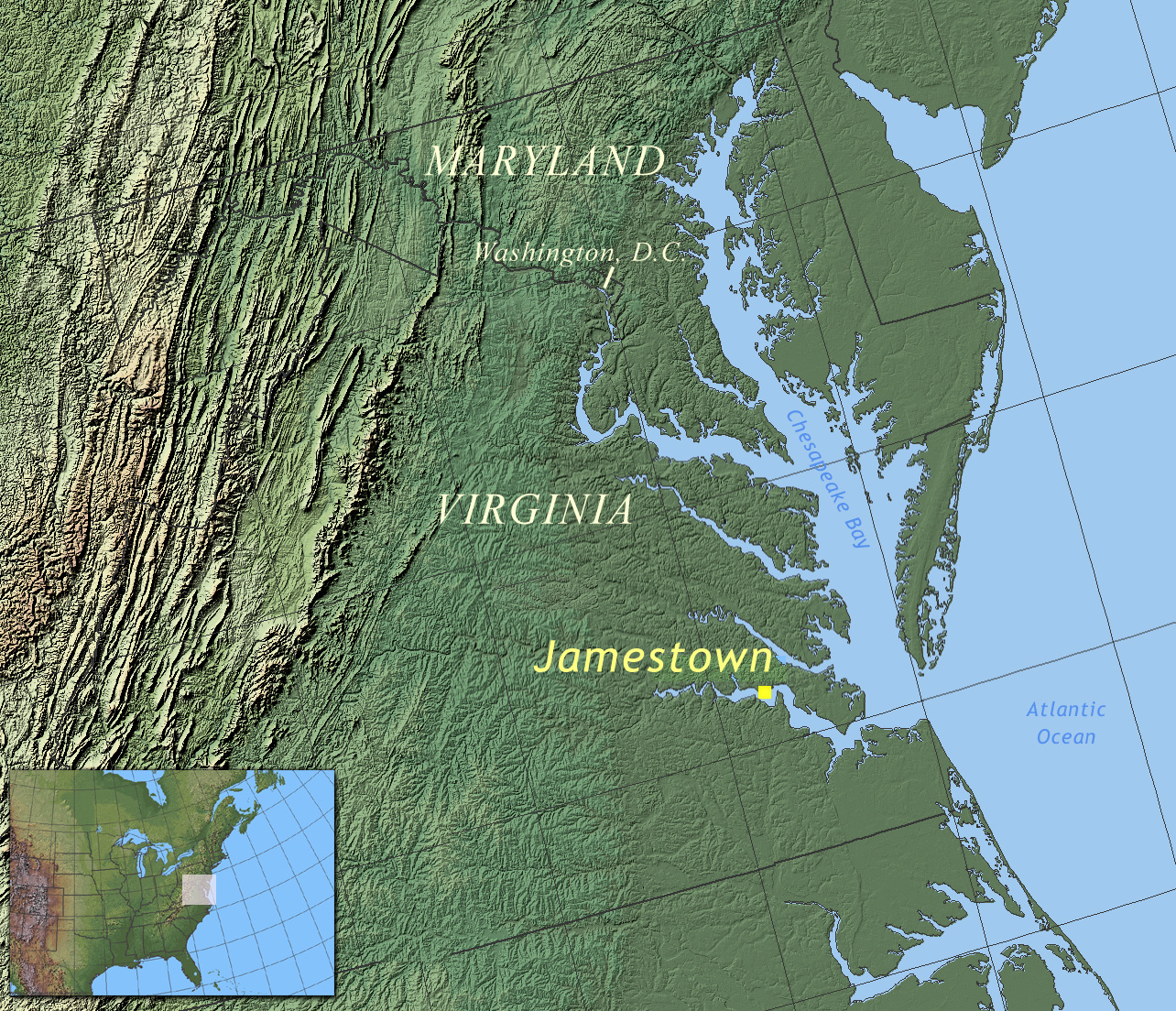
位置

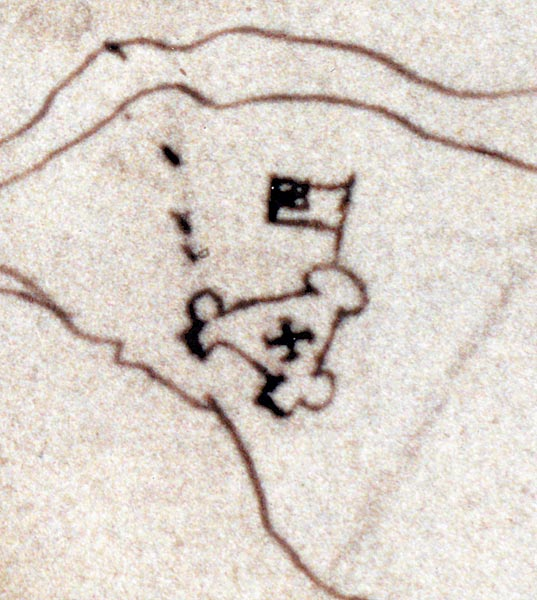
1608年ごろのジェームズタウンのスケッチ

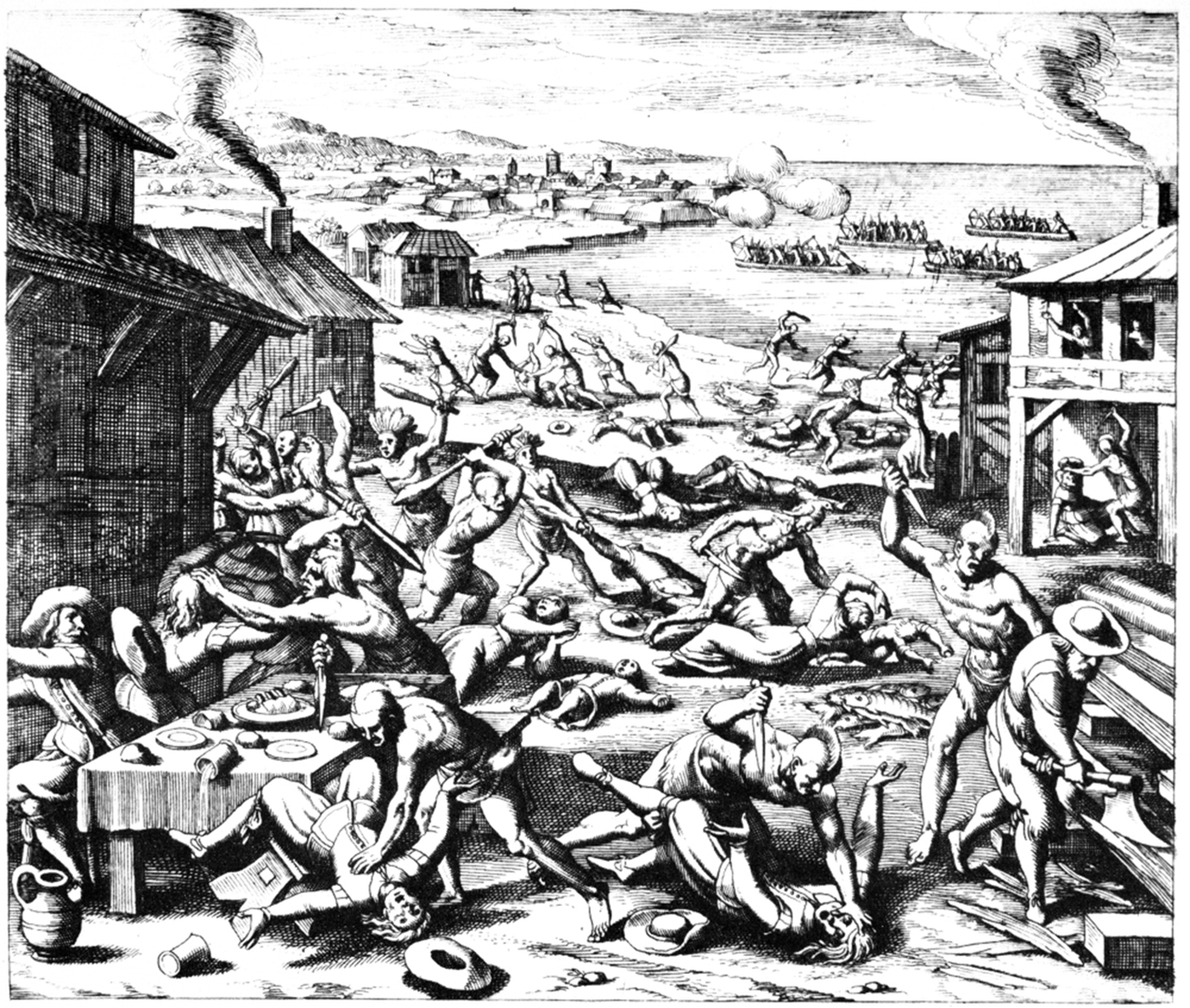
1622年のインディアンによる襲撃を描いた木版画

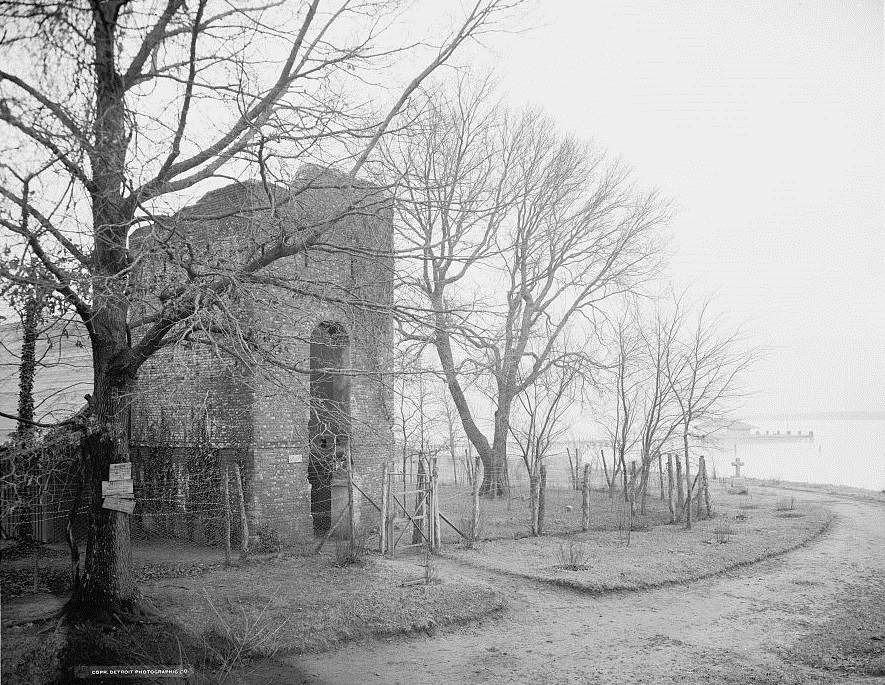
古い教会の塔の廃墟

ジェームズタウン（Jamestown）は、イギリスが北アメリカに建設した最初の永続的植民地で、後のイギリス帝国の広大な植民地の端緒でもある。集落は現存せず、現在は歴史的遺構となっている。

## 位置
現在のバージニア州ジェームズシティ郡内、チェサピーク湾に注ぐジェームズ川河口付近の島上に位置する。
今日のジェームズタウンは、ウィリアムズバーグとヨークタウンとで作る歴史三角形として知られる重要な国家資産の一部（歴史的ジェームズタウン）であり、これら三史跡を結ぶ植民地道路の西終端でもある。

## 歴史

### 建設
1607年、ロンドン・ヴァージニア会社によってスーザン・コンスタント、ゴッドスピード、ディスカバリーの3隻の船で105名の植民団が北米植民地開拓に送り込まれた。船長クリストファー・ニューポートの下、4か月の航海の末に、プエルトリコを経由して、1607年4月26日にヘンリー岬についに上陸した。現在のハンプトン・ローズ地域を探索した後、ジェームズ川の島内に砦に囲まれた入植地を建設した。こうして、5月4日（O.S., 5月14日N.S.）にジェームズ砦としてジェームズタウン植民地は設立された。この町の名前はイングランド王ジェームズ1世にちなむ。
ポウハタン族インディアンが彼らを手厚く歓待し、食料を分け与えてくれた。英国最初の北米植民団は1585年に送り込まれたが、全滅しており（ロアノーク植民地参照）、ジェームズタウンが最初の永続的植民地となる。
植民当初は延命に不可欠な農耕につくのを嫌がり、インディアンの支援を受けるも食糧は底を突き、病気が蔓延した。1608年1月にクリストファー・ニューポート率いるイングランドからの第一次支援団が到着した時、最初の入植者はわずかに38名だけしか生き残っていなかった。この時、新たに120人が送り込まれた。ニューポートは、砦の補強などを行った後、イングランドに戻るとすぐさま次の補給団を率いることを任命された。開拓の指導者であったジョン・スミスはジェームズタウンの第一の関心を黄金から作物と家畜に変えることと主張し、一時的に事態は改善した。しかし、同年12月に第二次支援団がジェームズタウンに再び到着した時には、食料が尽きたため半数以上の植民者が死亡していた。この時、第二次支援団によって初めてイギリス人以外の労働者もジェームズタウンに送られた。彼らはドイツ、ポーランド、スロバキア人の職人たちで、ジェームズタウンの工芸輸出品を育てるために雇われた。職工たちによってガラス細工のかまどが建設され、ジェームズタウン・ガラスハウスはアメリカで最初の工場となった。また、ガラス製品はジェームズタウンの最初のヨーロッパへ輸出品となった。
これらの努力にもかかわらず入植最初の2年でイングランドの投資家たちに利益を持ち帰られないスミスは1609年に解任され、新たにジョージ・パーシーがジェームズタウン開拓を率いることになった。1609年8月にイングランドからの第3次支援団の7隻が、10月には途中ハリケーンで逸れた1隻が到着した。1609年から1610年にかけての冬は、ネズミ、ヘビ、馬の生皮、果ては人肉まで食べて飢えをしのぐありさまで、総勢500人の入植者のうち生存者はわずか60名となった（「飢えの時」）。生き残った者も飢餓で全滅寸前であった1610年の春、イングランドからの第3次支援団の最後の1隻（途中バミューダに漂着し、そこで冬を越した）が到着したが、食料はわずかしか積んでいなかった。第3次支援団として送られた9隻のうち1隻は行方不明となっている。6月7日、植民団はジェームズタウンを放棄しイングランドに帰還することが決定された。しかしその2日後、第4次支援団が食料や医師などの人員を積んで、すんでのところで到着し、ジェームズタウンを放棄しないよう指示した。この判断は植民者たちから不評であったが、これが功を奏してジェームスタウンはイギリス初の恒久的植民地として生き延びることとなった。
それ以降もロンドン会社が次々と送り込む人の波で状況は次第に改善されていった。1610年にバミューダを経てやってきた第3次支援団の一人ジョン・ロルフが持ち込んだ新しいタバコの株は、ジェームズタウンで初めてまともに利益を生み出す輸出品に育った。1619年には初めて黒人の労働者がタバコ栽培のためにジェームズタウンに送られた（当初は奴隷ではなかったが1640年頃から奴隷制が見られ始めるようになり、1660年には奴隷制がバージニアに定着する）。ようやく1620年代には飢えることのない状況になった。

### 発展
1619年にはアメリカで最初に選出された代表市民議会がジェームズタウン教会で開催された（アメリカ初の議会、地方政府）。当初はイングランド人の男性のみに選挙権があったが、すぐにポーランド人やスロバキア人にも認められるようになった。土地の権利についても取り決めが行われ、バージニアに最初の4つのシティ (cittie) 、チャールズ・シティ、エリザベスシティ、ヘンライコ・シティ、ジェームズ・シティが設置された。ジェームズタウンはジェームズ・シティの管轄となった。
バージニア会社の植民者たちは次第にポウハタン部族連合の領土に侵入し、武力でこれを奪った。彼らを侵略者と認定したインディアン部族は、彼らに攻撃を加えるようになり、血を血で洗う植民地戦争が始まった。彼らが持ち込んだ病原菌は、免疫のないインディアンを弱らせ、苦労せずともインディアンたちは数を減らした。
1622年に起こったポウハタン族インディアンによる一斉蜂起である「ジェームズタウンの虐殺」では、当時のジェームズタウンにおける英国白人人口の約1/3にあたる347人が殺されたが、弾圧に成功した。
この事件のあと、ジェームズタウンの入植白人は報復として、「和平会議」と称してインディアンを招き、毒を飲ませて騙し討ちを行い、200人近いインディアンを殺した。また直接武力で50人を超えるインディアンも殺害した。
1676年、ベイコンの反乱によってジェームズタウンは焼き払われたが、すぐさま復興された。
経済的にはタバコ栽培で成り立った。河口付近は湿地が多かったが、それでもここに入植したのは海から離れているのでスペイン艦隊から見つからず、しかも川が深い場所だったのでいつでもすぐ逃げられるよう外洋船を停泊させることができたからだった。

### 終焉
伝染病が発生しやすかったことから、1699年にヴァージニア植民地政府は近くのウィリアムズバーグに移転した。現在、跡地には入植当時の要塞や建物、木造船などが再現されている。